# Tom Odell

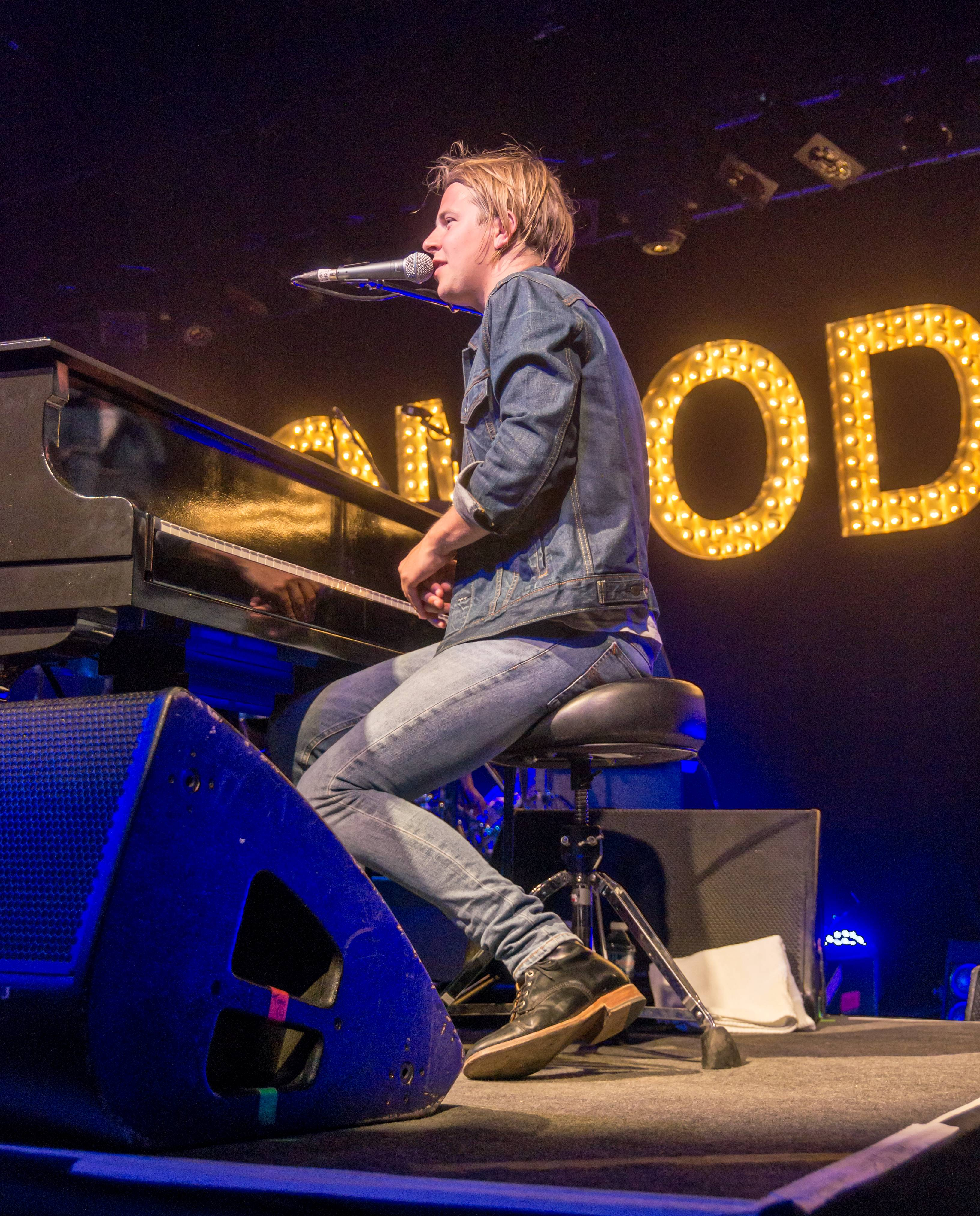
Zelt-Musik-Festival en 2015 Friburgo de Brisgovia, Alemania

Thomas Peter Odell (n. Chichester, West Sussex, 24 de noviembre de 1990), conocido como Tom Odell, es un cantante y compositor británico. En 2012, lanzó su Extended Play "Songs From Another Love" y ganó en los BRIT el Premio del Público por lograr una excelente interpretación musical a principios del 2013. Su álbum de estudio debut salió el 24 de junio de 2013. Descubierto por Lily Rose Cooper para su sello In The Name Of (ITNO), Tom debutó en 2012 en televisión en el programa Later... with Jools Holland con una interpretación de Another Love.

## Biografía
Tom Odell nació en Chichester, West Sussex. Su padre era un piloto de la fuerza aérea y su madre una profesora de primaria. Tiene una hermana mayor.  Pasó parte de su infancia en Nueva Zelanda debido al trabajo de su padre. Fue educado en la Universidad Seaford.
A la edad de dieciocho años, Tom Odell abandonó sus planes de asistir a la Universidad de York y trató de ganarse un lugar en una universidad de música en Liverpool. Al año siguiente, regresó a Chichester después de haber sido despedido de su trabajo como barman. Con el vehículo de su abuela se movilizaba regularmente hasta Londres para tocar en conciertos y colocar anuncios publicitarios en las escuelas musicales. Estudió en el Instituto Británico e Irlandés de Música Moderna (BIMM) en Brighton, siendo parte de la banda Tom and the Tides. Antes de mudarse a Londres en 2010, Tom and the Tides grabaron la canción "Spider" para el álbum "What's inside your head Vol. 3". Sin embargo, posteriormente se decidió a realizar su carrera como solista.
En 2013, le otorgaron el Premio BRIT en la categoría Premio del Público, convirtiéndose en el primer solista masculino que lo consigue y continuando los pasos de anteriores ganadores como Adele (2008), Florence and the Machine (2009) o Emeli Sandé (2012). También es uno de los 15 finalistas del BBC Sound of 2013.

## Discografía
- A Wonderful Life (2025)
- Black Friday (2024)
- Best Day of My Life (2022)
- Monsters (2021)
- Jubilee Road (2018)
- Wrong Crowd (2016)
- Long Way Down (2013)